# Kalamata (gmina)
Kalamata (gr. Δήμος Καλαμάτας, Dimos Kalamatas) – gmina w Grecji, w administracji zdecentralizowanej Peloponez, Grecja Zachodnia i Wyspy Jońskie, w regionie Peloponez, w jednostce regionalnej Mesenia. Siedzibą gminy jest Kalamata. W 2011 roku liczyła 69 849 mieszkańców. Powstała 1 stycznia 2011 roku w wyniku połączenia dotychczasowych gmin: Aris, Arfara, Turia i Kalamata.